# 솔빛초등학교 (세종)
솔빛초등학교는 대한민국 세종특별자치시에 있는 공립 초등학교이다.

## 연혁
- 2019년 3월 1일 : 개교